# Skyddskåren (Finland)
Skyddskåren (finsk: Suojeluskuntajärjestö) var en finsk frivillig forsvarsorganisation af hjemmeværnstype, som eksisterede 1917–1944. Den var i 1920- og 30-erne Finlands største folkebevægelse med ca. 100.000 medlemmer. Den afvikledes og blev forbudt af sejrsmagterne efter 2. verdenskrig.

## Oprindelse
Skyddskårerne var blevet dannet under den finske borgerkrig 1918. I august måned 1918 udfærdigede senatet på organisationens eget initiativ en skyddskårsforordning, som fastslog, at hjemmeværnsstyrkerne var en del af landets forsvarsmagt. Dette bekræftedes ved en lov vedtaget af rigsdagen i 1927.

## Opgaver
Hjemmeværnsorganisationen havde regeringen tilslutning til at fremme folkets forsvarsduelighed samt at försvare fædrelandet og den lovlige samfundsordning. Skyddskårsorganisationens leder var på samme måde som hærchefen underlagt republikkens præsident. Efter den såkaldte skyddskårskonflikten udnævntes Lauri Malmberg i september 1921 til øverstbefalende over hjemmeværnet. Under hans ledelse begyndte organisationen bevidst at fremhæve sin strikt militære og upolitiske funktion. Dele af hjemmeværnet stod dog bag det mislykkede såkaldte Mäntsälä-oprør i 1932. Det finske forsvar omorganiseredes i 1933 og overgik til et territorialsystem, som grundede sig på hjemmeværnets inddeling. Hjemmeværnet knyttedes stadig tættere til forsvaret.

## Organisation
Under hjemmeværnets øverstbefalende styredes virksomheden af en hovedstab. Landet var inddelt i 22 hjemmeværnsdistrikter i 1930-erne, men under vinterkrigen og i tiden mellem vinterkrigen og fortsættelseskrigen i 34. Af disse var "Nylands sydlige", "Raseborgs" og "Vasa" hjemmeværnsdistrikter svensksprogede, "Helsingfors" og "Åbolands" var tosprogede. I hver kommune fandtes mindst et lokalt hjemmeværn, i mange dog flere. Flere hjemmeværnsenheder kunne sammenføres til en hjemmeværnskreds. Da antallet var størst, var der 714 lokale hjemmeværnsenheder (i 1944). Officerer fra hæren tjenestegjorde i hjemmeværnets hovedstab, i distriktsstabene og som kredsbefalingsmænd. De lokale hjemmeværn var inddelt i kompagnier eller plutoner. De lokale chefer var reserveofficerer eller reserveunderofficerer, som modtog en mindre betaling. Hjemmeværnenes medlemmer valgte på rigs-, distrikts- og lokalt niveau en "valgt stab" af tillidsfolk, som bistod og var rådgivere for de respektive chefer, især i økomomiske spørgsmål. Ledelsen skulle have medlemmernes tillid.

## Hjemmeværnseden
Hjemmeværnenes medlemmer skulle aflægge følgende ed:
Jeg, NN, lover og forsikrer ved alt, som for mig helligt og dyrebart er, at som Skyddskårens aktive medlem under såvel
freds- som krigstid beredvilligt deltage i fædrelandets og den lovlige samfundsordnings forsvar, underkaste mig den
militære ordning og disciplin samt opfylde mine skyldigheder og mig givne opdrag.

## Social sammensætning
| Samfundsklasse  | 1917  | 1922  | 1933  |
| --------------- | ----- | ----- | ----- |
| Eliten          | 1 %   | 0,5 % | < 1 % |
| Middelklasse    | 50 %  | 45 %  | 28 %  |
| Bønder          | 44 %  | 45 %  | 52 %  |
| Arbejdere       | 5 %   | 12 %  | 20 %  |
| Uklassificerede | < 1 % | 1 %   | < 1 % |

## Lignende i andre lande
Hjemmeværn fandtes tillige i Estland, Letland og Litauen, som i lighed med Finland var under russisk herredømme frem til slutningen af 1. verdenskrig.
- Estiske hjemmeværn, Kaitseliit, 1918-1940, genoprettet i 1990.
- Lettiske hjemmeværn, Aizsargi, 1918-1940, genoprettet som Zemessardze i 1990.
- Litauiske hjemmeværn, Lietuvos šauliu sąjunga, 1918-1940, genoprettet i 1990.

## Billedgalleri
- Bespisning ved Helsingfors hjemmeværns øvelse den 27. november 1936.
- Hjemmeværnsartilleriet bestod hovedsagelig af 7,6 cm feltkanon m/1902 (27. november 1936).
- Et maskingevær vedligeholdes i hjemmeværnets telt (27. november 1936).
- Hjemmeværnsledere ved skydeøvelse med pistol 1941.